# Lijst van voetbalinterlands Brazilië - Noorwegen
Deze lijst van voetbalinterlands is een overzicht van alle officiële voetbalwedstrijden tussen de nationale teams van Brazilië en Noorwegen. De landen hebben tot op heden vier keer tegen elkaar gespeeld. De eerste ontmoeting was een vriendschappelijke wedstrijd in Oslo op 28 juli 1988. Het laatste duel, eveneens een vriendschappelijke wedstrijd, vond plaats op 16 augustus 2006 in de Noorse hoofdstad.

## Wedstrijden
| № | Plaats    | Datum            | Competitie        | Wedstrijd            | Uitslag |
| - | --------- | ---------------- | ----------------- | -------------------- | ------- |
| 1 | Oslo      | 28 juli 1988     | Vriendschappelijk | Noorwegen − Brazilië | 1 − 1   |
| 2 | Oslo      | 30 mei 1997      | Vriendschappelijk | Noorwegen − Brazilië | 4 − 2   |
| 3 | Marseille | 23 juni 1998     | WK 1998           | Brazilië − Noorwegen | 1 − 2   |
| 4 | Oslo      | 16 augustus 2006 | Vriendschappelijk | Noorwegen − Brazilië | 1 − 1   |

## Samenvatting
| Competitie        | Totaal gespeeld | Winst Brazilië | Gelijk | Winst Noorwegen | Doelsaldo Brazilië – Noorwegen |
| ----------------- | --------------- | -------------- | ------ | --------------- | ------------------------------ |
| WK-eindronde      | 1               | 0              | 0      | 1               | 1 − 2                          |
| Vriendschappelijk | 3               | 0              | 2      | 1               | 4 − 6                          |
| Totaal            | 4               | 0              | 2      | 2               | 5 − 8                          |

Wedstrijden bepaald door strafschoppen worden, in lijn met de FIFA, als een gelijkspel gerekend.

## Details

### Eerste ontmoeting
| Vriendschappelijk (Oslo, Noorwegen, 28 juli 1988): |       |           |
| Noorwegen                                          | 1 – 1 | Brazilië  |
| Jan Åge Fjørtoft 49'                               | goals | 81' Edmar |

### Tweede ontmoeting
| Vriendschappelijk (Oslo, Noorwegen, 30 mei 1997):                       |       |                                          |
| Noorwegen                                                               | 4 – 2 | Brazilië                                 |
| Petter Rudi 9' Tore André Flo 17' Tore André Flo 32' Egil Østenstad 77' | goals | 19' Djalminha 66' Romário de Souza Faria |

### Derde ontmoeting
| WK 1998 (Marseille, Frankrijk, 23 juni 1998): |       |                                             |
| Brazilië                                      | 1 – 2 | Noorwegen                                   |
| Bebeto 78'                                    | goals | 83' Tore André Flo 89' (pen.) Kjetil Rekdal |

### Vierde ontmoeting
| Vriendschappelijk (Oslo, Noorwegen, 16 augustus 2006): |       |                     |
| Noorwegen                                              | 1 – 1 | Brazilië            |
| Morten Gamst Pedersen 51'                              | goals | 62' Daniel Carvalho |